# Очни капак
Очни капак је паран танак кожни набор који се састоји од мишића, жлезда, везивног ткива и коже, који механички штити око. Када су затворени, горњи и доњи капци представљају предњу границу очне дупље ( орбите). Отвор између очних капака се назива палпебрална пукотина. Капак се са једне стране завршава на страни слепоочнице, а са друге на страни носа. Линија између два угла капка назива се оса капака.
Улога, очног капка је да механички заштити поврђину око и физиолошки одржаваа вежњачу и рожњачу ока непрекидно влажном, адекватном дистрибуцијом сузног филма по површини ока,  Капци такође садрже жлезде које луче супстанце одговорне за подмазивање површине ока. 
Када се споје капци могу у потпуности покрити предњи део очне јабучице и одржавати осетљиве предње делове чистим и влажним трептањем уз помоћ сузне течности . 
Неки мишићи одговорни за кретање очних капака спадају у групу мишића лица , што наглашава значајну улогу очних капака у формирању изгледа и израза лица.
Капци се могу наћи и код  животиња, од којих неке могу имати трећи капак или мембрану за никтирање. Остатак овога код људи постоји као полумесечасти набор (лат. plica semilunaris).

## Ембриологија
Морфогенеза очних капака је динамичан процес који укључује сложене интеракције између епидермиса и дермиса. Сматра се да мноштво сигналних молекула и путева координише две главне интеракције ткива током раног развоја очних капака (интраепителне и епително-мезенхималне интеракције). Обе врсте интеракција су битне за нормално формирање очних капака.
Очни капци се развијају из секундарног мезенхима (мезодерма инвадираног ћелијама кранијалног нервног гребена) и површинског ектодерма. Генерално, површински ектодерм ствара вежњачу, епител коже, фоликуле длаке, Зеисове жлезде, Молиове жлезде и меибомске жлезде, док  се тарзална плоча, мишић подизача капака, кружни мишић ока, орбитални септум и тарзални мишић Милерове жлезде развијају из мезенхима. Мезенхимални допринос развоју очног капка првенствено потиче од ћелија неуралног гребена лобање, док је мезодермални допринос само ендотелу крвних судова и попречно-пругастим мишићима у очним капцима и орбити.
Тешко је, стриктно класификовати порекло појединачних структура очних капака у ектодермално или мезенхимално порекло, јер неке структуре почињу проширењем епителног плакода у основну мезенхимску компоненту.
Капак који почиње да се формира током 6. недеље гестације наставља да се развија скоро до краја 36. недеље и у свом развоју пролази кроз неколико различитих фаза:
- формирање капка,
- спајање капка,
- развој капка,
- раздвајање капка
- сазревање структура очних капака.

Неки истраживачи радије ове фазе класификују на једноставнији хронолошки начин на ембрионални и фетални стадијум, јер сматрају да неколико догађаја ових претходно наведених фаза може истовремено коегзистирати.

## Грађа и функција
Кожа/поткожно ткиво
Кожа капака је јединствена јер нема поткожну масноћу и стога је најтањи слој коже на телу. Кожа која прекрива везивну или тарзалну плочу има тенденцију да буде чврсто причвршћена за ткиво испод; док је кожа изнад тарзалне плоче, у горњем капку и испод тарзалне плоче, у доњем капку, која прекрива орбитални септум, лабаво везана за ткиво испод, што ствара потенцијални простор за сакупљање течности у условима трауме или отока (едема).

#### Трепавице
Трепавице су јединствена врста косе, које трају дуже од длака било где начовековом телу и мање је вероватно да ће постати сиве или беле као коса на глави. Човек има око 100 до 150 трепавица на горњем капку (обично у два или три реда) и око 50 до 75 на доњем капку.
Трепавице нису ту само као украс већ имају и следече функције: захватање прашине и честица, задржавање влаге,  детекција опасности.
Орбитална преграда
Орбитална преграда је танак, влакнасти слој везивног ткива који одваја структуре предњег капка од интра-орбиталних структура. 
Горњи орбитална преграда повезује периостеум горњег орбиталног обода са апонеурозом леватора изнад горње тарзалне границе (и може имати расну варијацију). 
Доња орбитална преграда повезује периостеум доњег орбиталног обода са капсулопалпебралном фасцијом одмах испод доње тарзалне границе.
Орбитална маст
Орбитална маст се налази непосредно иза орбиталног септума и антериорно од апонеурозе леватора у горњем капку и капсулопалпебралној фасцији доњег капака. У горњем капку налазе се два дискретна носна и централна масна јастучића. У доњем капку налазе се три масне јастучиће: назални, централни и темпорални. Танке влакнасте капсуле окружују јастучиће. Инфериорни коси мишић пролази између медијалног и централног масног јастучића у доњем капку и важан су анатомски оријентир током операције капака и орбите.
Везивна (тарзална) плоча
Везивна или тарзалне плоча служе као главна структурна компонента очних капака. Направљене су од густог везивног ткива и садрже меибомске жлезде и фоликуле трепавица. Постоји око 30 меибомских жлезда у горњем капку и 20 меибомских жлезда у доњем капку. 
Тарзална плоча горњег капка је величине 10 до 12 мм и налази се вертикално у центру капка, а тарзална плоча доњег капка је велика до 4 мм и налази се вертикално у централном делу капка. И горња и доња тарзална плоча су хоризонталну у дужини од приближно 29 мм. Обе тарзалне плоче имају круте везе са периостом преко медијалне и латералне канталне тетиве. Заједно са меибомовим жлездама које иду у низу паралелно са ивицом капака и позади од линије трепавица, Зеисове и Молове жлезде су повезане са фоликулима длаке трепавица и луче липид и модификовани зној.
Вежњача
Вежњача или коњуктива је  некератинизирајући сквамозни епител који облаже унутрашњу површину очних капака и наставља да покрива предњу површину глобуса где се завршава на ивици рожњаче. Вежњача садржи пехарасте ћелије које луче муцин и помоћне сузне жлезде које помажу у одржавању подмазивања очних ткива.
У назолакрималном систему горњи и доњи капак имају мале отворе на површини ивице капка близу медијалног кантуса који се назива пункта. Пункта води до дренажног канала који се назива каналикулус, чији се горњи и доњи спајају медијално и формирају заједнички каналикулус. Каналикули путују 2 мм доле (доњи капак) или горе (горњи капак) од пунктума, затим се окрећу за 90 степени медијално и путују 8 мм до 10 мм пре него што стигну до заједничког каналића. Уобичајени каналикулус се затим одводи у сузну кесу која се заузврат одводи у нос испод доње ушне шкољке преко назолакрималног канала. 
Крвни и лимфни судови
Горњи капак добија највећи део снабдевања крвљу из унутрашње каротидне артерије. Крв тече од унутрашње каротидне артерије преко офталмичке артерије до горње маргиналне аркаде која прелази капак непосредно изнад ивице горњег капка позади у односу на орбикуларни мишић и и спреда у односу на тарзалну плочу. 
Доњи капак добија већину крви из спољашње каротидне артерије. Крв тече од спољашње каротидне артерије у артерију лица до угаоне артерије, а затим до доње маргиналне артерије. Горњи и доњи капци имају богато васкуларно снабдевање и имају много анастомоза између циркулације горњег и доњег капка.
Средишњи делови горњих и доњих капака имају циркулацију лимфе која се одводи до субмандибуларних лимфних чворова. Бочни делови горњих и доњих капака дренирају у пре-аурикуларне лимфне чворов
Живици
Сензацију горњег капка обезбеђује офталмолошка грана кранијалног петог кранијалног живца. Осечај доњег капка обезбеђује максиларна грана петог кранијалног живца.
Трећи кранијални живац као и симпатичка инервација, инервира ретракторе очних капака, док седми кранијални живац инервира орбикуларни мишић одговоран за продужење (затварање) очних капака. 
Мишићи
Директно испод коже горњег и доњег капка налази се кружни мишић ока. Ово је главни угломерни мишић (затварање) капка. Кружни мишић ока је велики, танак, кружни мишић који је подељен на претарзални, пресептални и орбитални сегмент. Претарзални и пресептални сегменти су одговорни за невољно затварање капака (трептање). Орбитални сегмент је првенствено одговоран за невољно/присилно затварање капака.

## Физиолошке варијанте капака
Анатомска варијација код људи се обично  јављају у  наборима горњег капка.
Епикантички набор, кожни набор горњег капка који покрива унутрашњи угао (медијални кантус) ока, може бити присутан на основу различитих фактора, укључујући порекло, старост и одређена медицинска стања. У неким популацијама ова особина је скоро универзална, посебно у Источној Азији и Југоисточној Азији, где већина, до 90% према неким проценама, одраслих има ову особину.
Набор горњег капка је уобичајена варијација међу људима беле и источноазијске националности.Азијске популације карактерише нижи набор очних капака у односу на белу расу. То је зато што се орбитални септум у  капцима азијата спаја са апонеурозом леватора ближе ивици капка; док се орбитални септум код белаца спаја са апонеурозом леватора ближе горњој ивици тарзалне плоче. 
Западњаци обично перципирају источноазијски горњи капак као „један капак“. Међутим, источноазијски капци се деле на три типа – једноструки, ниски и двоструки – на основу присуства или положаја набора капака. 

## Клинички значај
Много различитих врста стања може утицати на очне капке. Пример уобичајеног стања је када жлезде које производе уље у капку могу постати опструиране или инфициране и изазвати болне, упаљене чворове на капку. Ако је чвор заражен, назива се хордеолум. Ако је нодул стерилна колекција остатака из опструиране жлезде, назива се халазион. Још једно уобичајено стање које може утицати на очне капке је познато као блефаритис (када ивица капака постаје упаљена и иритирана).

### Хируршка разматрања
Многе хируршке процедуре се могу урадити на очним капцима како би се решила различита стања очних капака. Једна од најчешћих операција очних капака код одраслих је корекција дерматохалазе очних капака или блефаропластика и састоји се од хируршког уклањања коже очних капака дуж прегиба очних капака ради побољшања изгледа капка у козметике или у терапеутске сврхе или за побољшање супериорног видног поља које је оклудирано од висеће коже очних капака.

## Болести очног капка
| Болест                                                                | Шифра МКБ10 и латински назив              | Слика | Карактеристике |
| --------------------------------------------------------------------- | ----------------------------------------- | ----- | --- |
| Хордеолум (Чмичак)                                                    | H00.0 — Hordeolum palpebrae               |       | Акутна бактеријска упала локалних лојних жлезда капка са појавом црвенила и отока коже. Бол је спонтан и при додиру се осећа промена на капку. Постоје две врсте: - спољашњи, који настаје на рубу капка и захвата фоликуле трепавица и - унутрашњи, који настаје због упале лојних жлезда унутар капка, као последица застоја у пражњењу жлезда. |
| Халацион (Тврдо зрно у капку ока)                                     | H00.1 — Chalazion                         |       | Познат и као липогранулом Меибомових жлезда, је циста у веђи узрокована упалом зачепљене Меибомове жлезде, чешче на горњој веђи. Он је друкчији од чмичка по томе што је болнији, и већи. |
| Блефаритис (Запаљење ивице капка ока)                                 | H01.0 — Blepharitis                       |       | Хронична упала рубова капака, која се може се јавити у два основна облика, као; - Предњи блефаритис када се упала јавља на спољној ивици капака - Задњи блефаритис који је везан за неправилно лучење жлезда |
| Ентропија очног капка и трепавице (Уврнутост очног капка и трепавице) | H02.0 — Entropium et trichiasis pelpebrae |       | Стање органа вида у коме се очни капци изврћу ка унутра, што резултује трењем између трепавица и коже лица и настанком иритација и дискомфора. Нелечени или неблаговремено и неадекватно лечена ентропија очног капка и трепавице може довести до оштећење рожњаче, инфекије ока и губитка вида. |
| Ектропија очног капка (Изврнутост капка ока)                          | H02.1 — Ectropium palpebrae               |       | Изврнутост очног капка је еверзија очног капка према споља, тако да слободна ивица капка не належе на очној јабучици а тарзални део вежњаче (коњунктиве) је окренут у поље и изложена утицајима спољашње средине, повредама и исушивању. |
| Лагофталмус (Непотпуно затварање очног капка)                         | H02.2 — Lagophthalmus                     |       | Непотпуно затварање очног капка је патолошко стање у предњем сегнету ока које се карактерише немогућношћу затварања очних капака. |
| Опуштање коже очног капка                                             | H02.3 — Blepharochalasis                  |       | Је упала очног капка која се карактерише егзацербацијама и ремисијама едема капка, што дооводи до растезања и секундарне атрофије његовог ткива. Карактеристично се јавља само на горњим очним капцима. Промене могу бити једностране или обостране. Код блефарохалазије кожа капка постаје млитава и у облику је сувишних набора који падају преко ивице очног капка.                                                                                                  |
| Птоза (Спуштен очни капак)                                            | H02.4 — Ptosis palpebrae                  |       | Птоза је једнострана или обострана спуштеност горњег очног капка при чему је активно подизање спуштеног капка ограничено а међукапачни простор (лат. рима палпебралум) сужена. Током покушаја болесника да снагом воље подигне спуштени очни капак додатним стезањем мишића подизача обрве и чеоног мишића, долази до набирања чела и забацивања главе уназад када је поремећај обостран. Према узроку птозе се деле на: конгениталне (урођена) и стечена (аквириране). |
| Повлачење очног капка (Ретракција капака)                             | H02.5 — Retractio palpebrarum             |       | Ретракција капака је патолошко стање у предњем сегменту ока код кога је поремећен положај капака, и када су очни капци повучени упоље а њихова слободна ивица удаљена од лимбуса рожњаче. |
| Ксантелазма очног капка                                               | H02.6 — Xanthelasma palpebrae             |       | Ксантелазма је доброћудно (бенигно) накупљање липида (масноће) и гигантских пенушавих ћелија у кожи капка. Може бити важан индикатор нарушеног метаболизма масти у јетри, код одређених хроничних болести. |